# Station Roeselare
Station Roeselare is een spoorwegstation langs spoorlijn 66 (Brugge – Kortrijk) in de Belgische stad Roeselare.
Vroeger vertrok vanuit dit station ook spoorlijn 64 (naar Moorslede en Ieper) en spoorlijn 65 (naar Menen en de Franse grens). De Koning Albert I-laan in Roeselare, ingehuldigd in 1970, werd op de voormalige spoorwegbedding naar Ieper en Menen aangelegd.
Het station bevindt zich vlak bij het stadscentrum. Het stationsgebouw biedt onderdak aan twee loketten, een ruime wachtzaal, een ondergrondse parkeergarage, een broodjeszaak, een dagbladhandelaar en een politiebureau. Het Stationsplein is grotendeels verkeersvrij.
Aan de achterzijde van het station vinden we het busstation waar talrijke stads- en streeklijnen (waaronder naar Ieper en Menen) van De Lijn samenkomen.

## Infrastructuur
Het station ligt op een verhoogde berm. De perrons worden overdekt door een groot geel plat metalen dak. Door de open dakconstructie zijn er rond de perrons weinig of geen muren. Er zijn drie sporen en twee perrons. Deze perrons zijn toegankelijk via trappen, roltrappen en per lift.

## Roeselare Centraal
Het stationsgebouw uit 1977 beantwoordde niet meer aan de moderne eisen van comfort, klantvriendelijkheid en bereikbaarheid. Samen met het spoorviaduct vormde het een barrière tussen het hart van de stad en het oostelijke stadsdeel dat in de volksmond veelzeggend "Krottegem" genoemd wordt. Het stadsbestuur besloot in 2007 de stationsomgeving grondig aan te pakken. De NMBS-holding verklaarde zich bereid om tegelijk het station te moderniseren. Hieruit ontstond het stationsproject: 'Roeselare Centraal'. De stad Roeselare, de NMBS-Holding, Infrabel en De Lijn investeerden samen 55,2 miljoen euro. Het seinhuis, blok 10, verdween bij de vernieuwing van het station.
Bij de werken werd de onderdoorgang in het station verbreed, werd er een extra onderdoorgang gecreëerd voor bussen, kwam er een nieuwe bushalte en nieuw stationsplein. In het station kwamen er nieuwe trappen, roltrappen en liften, werden de perrons verhoogd naar een standaardhoogte van 76 centimeter en kwam er nieuwe verlichting.
In 2018 werd het vernieuwde station officieel geopend.

## Galerij

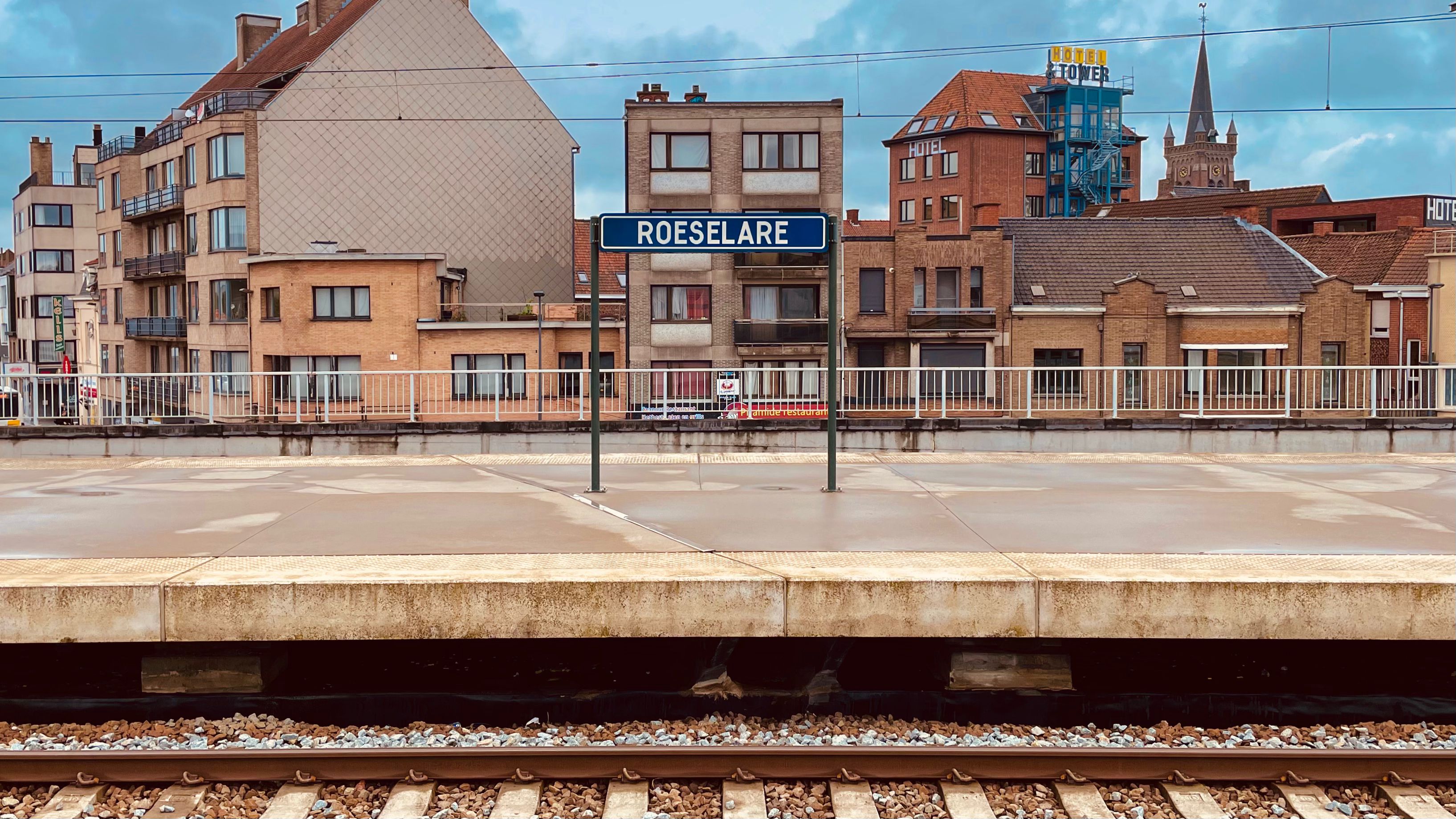
Plaatsnaambord op een perron
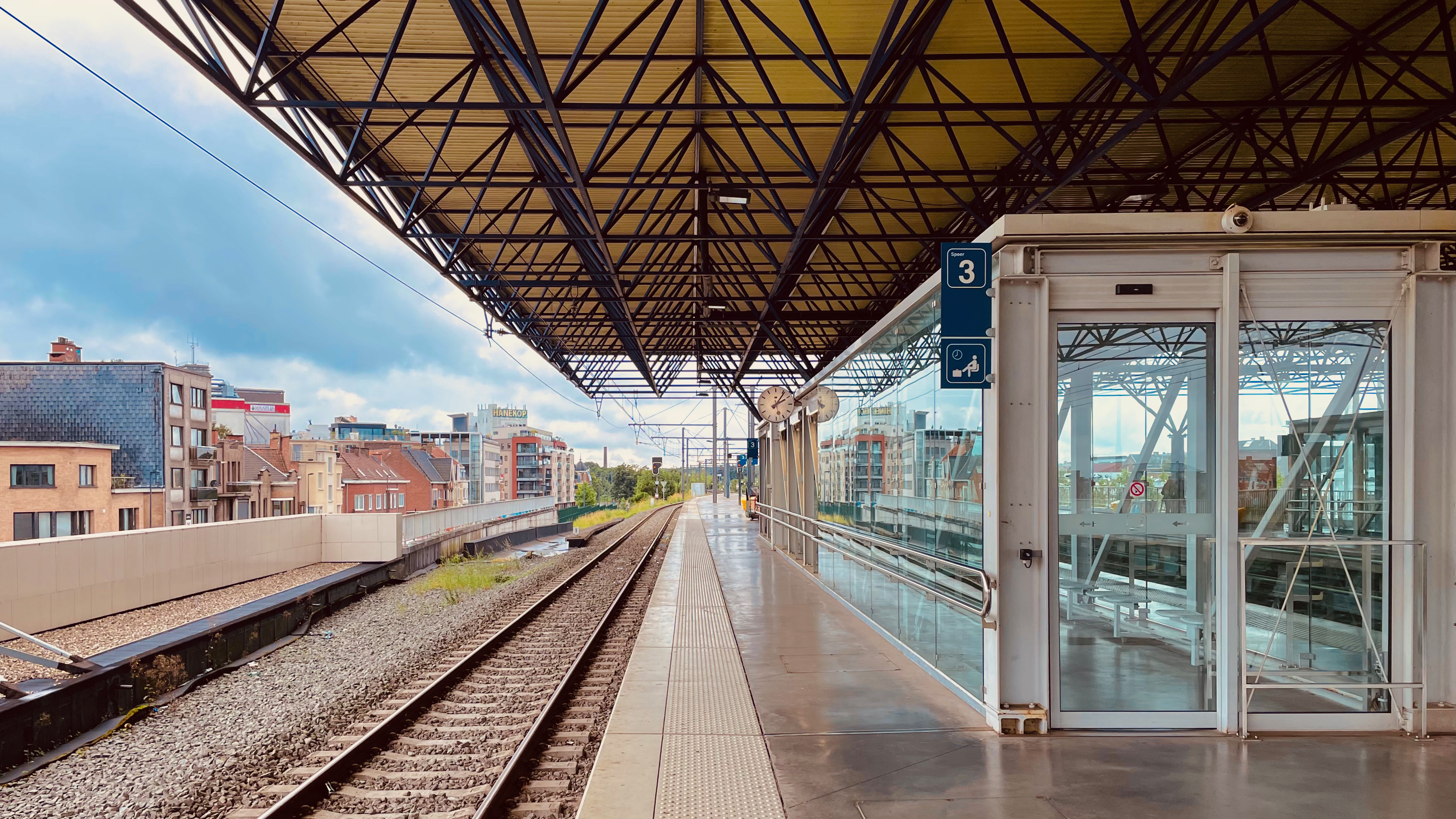
Een perron en spoor
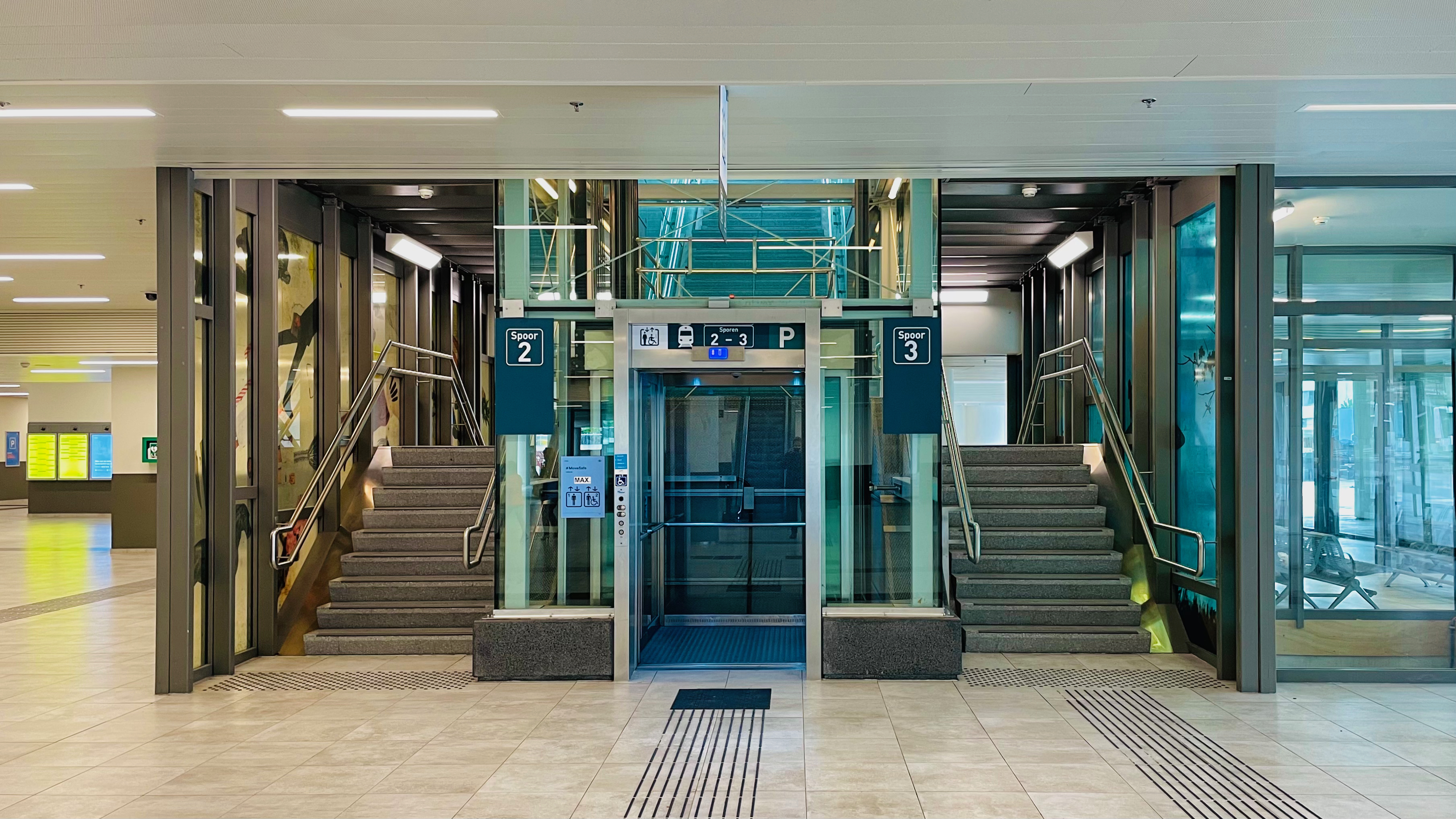
Trappen en lift naar de perrons
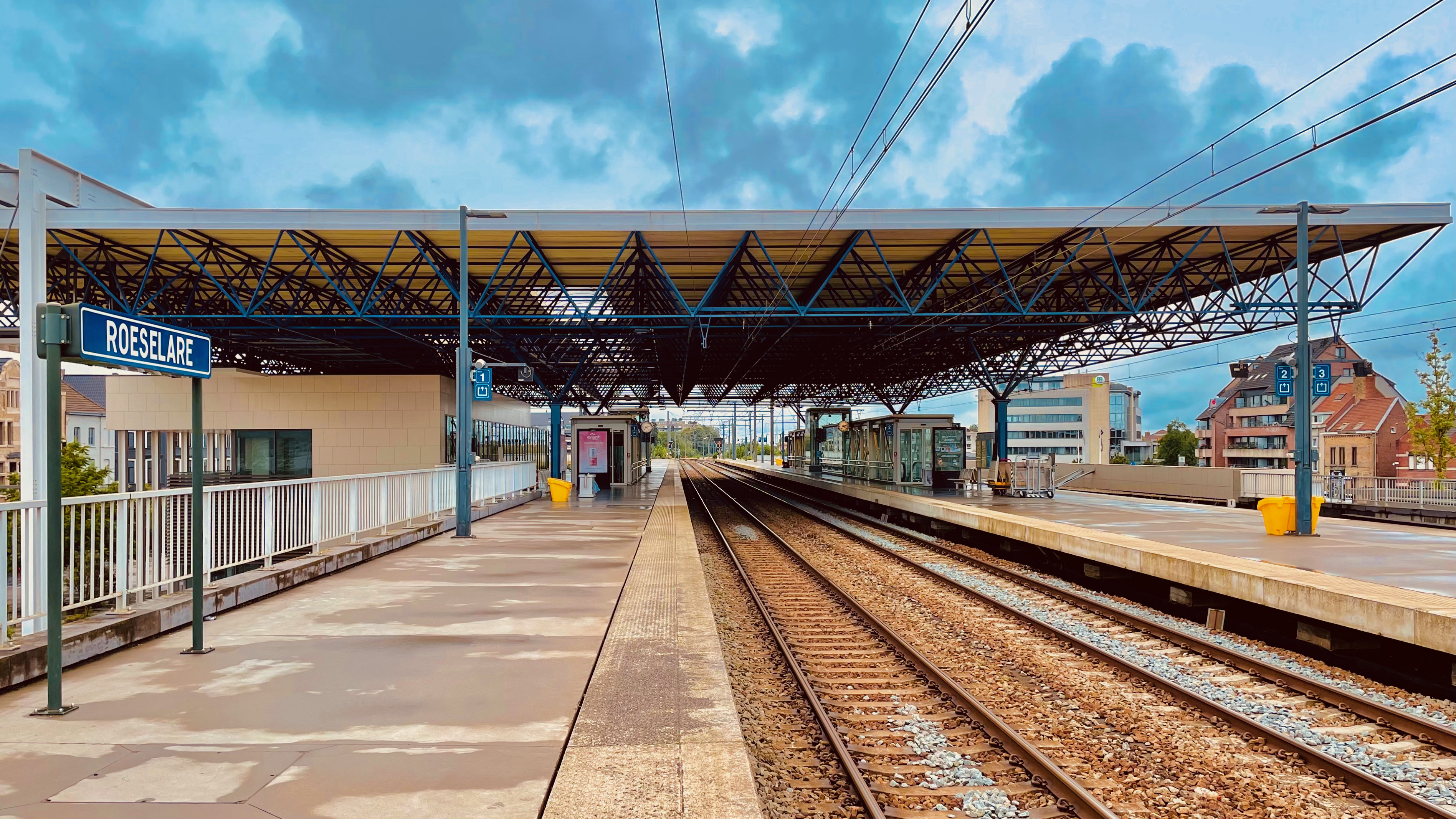
Zicht op het gebouw
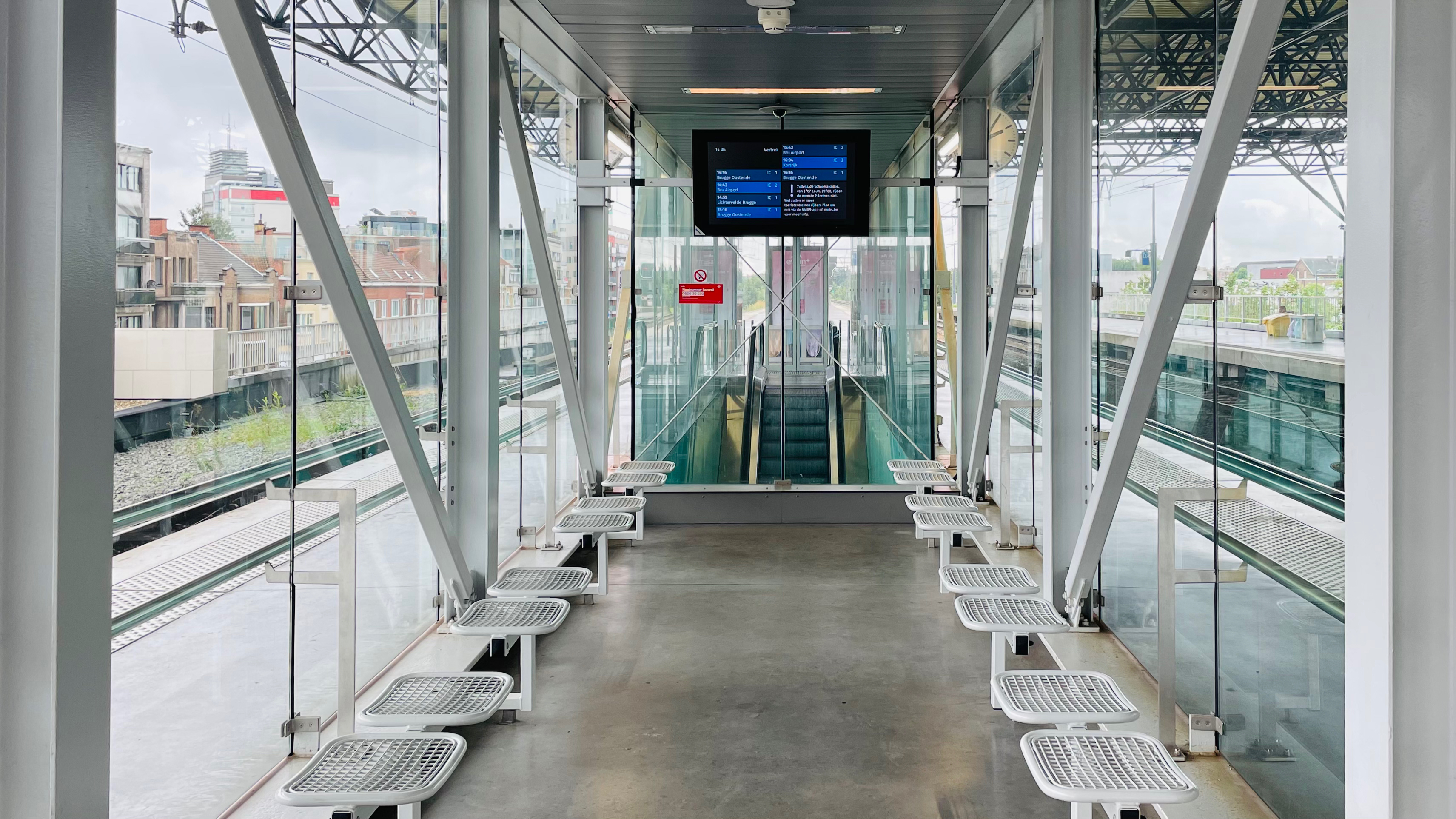
Wachtzaal op een perron
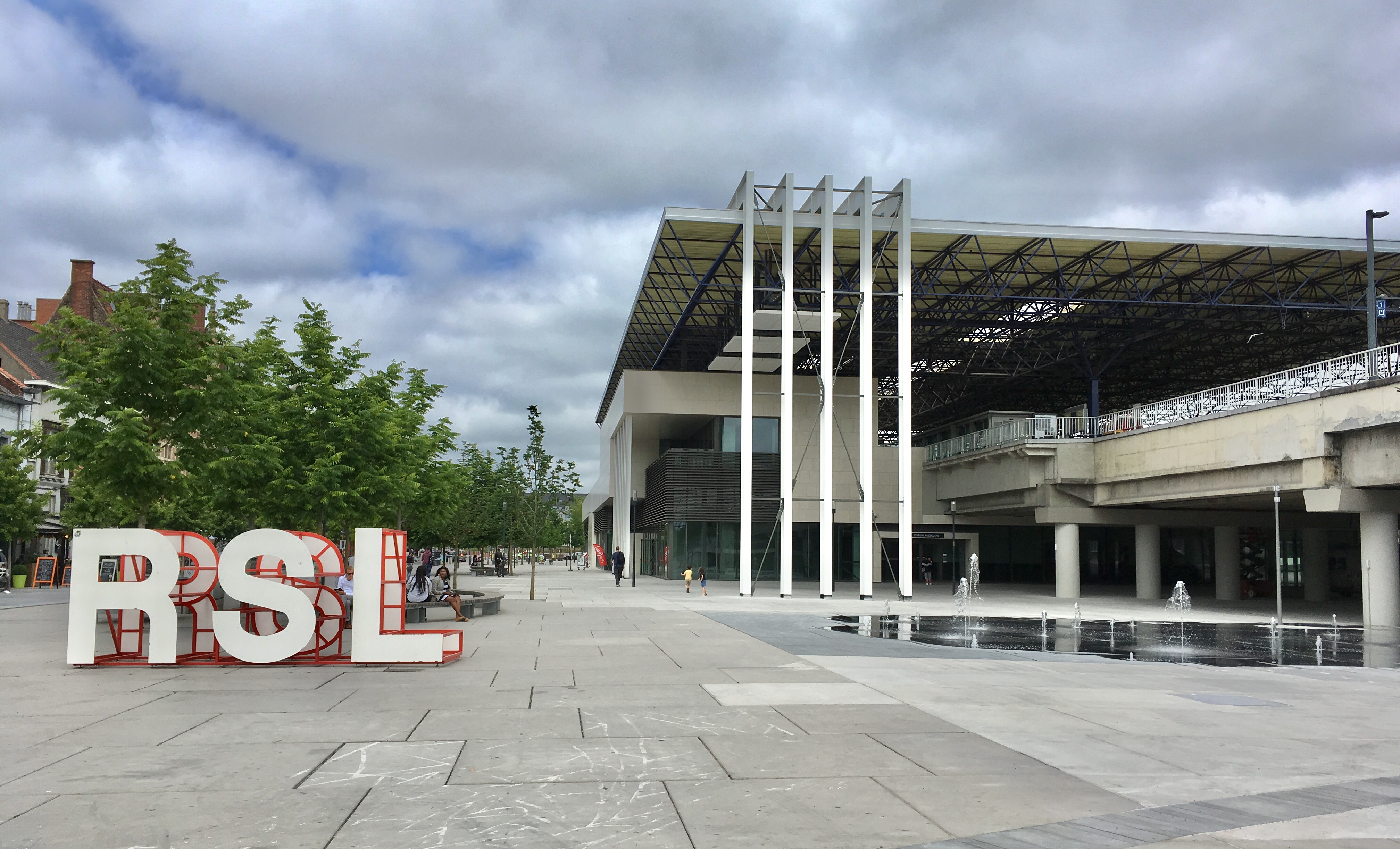
Het stationsplein (2018)
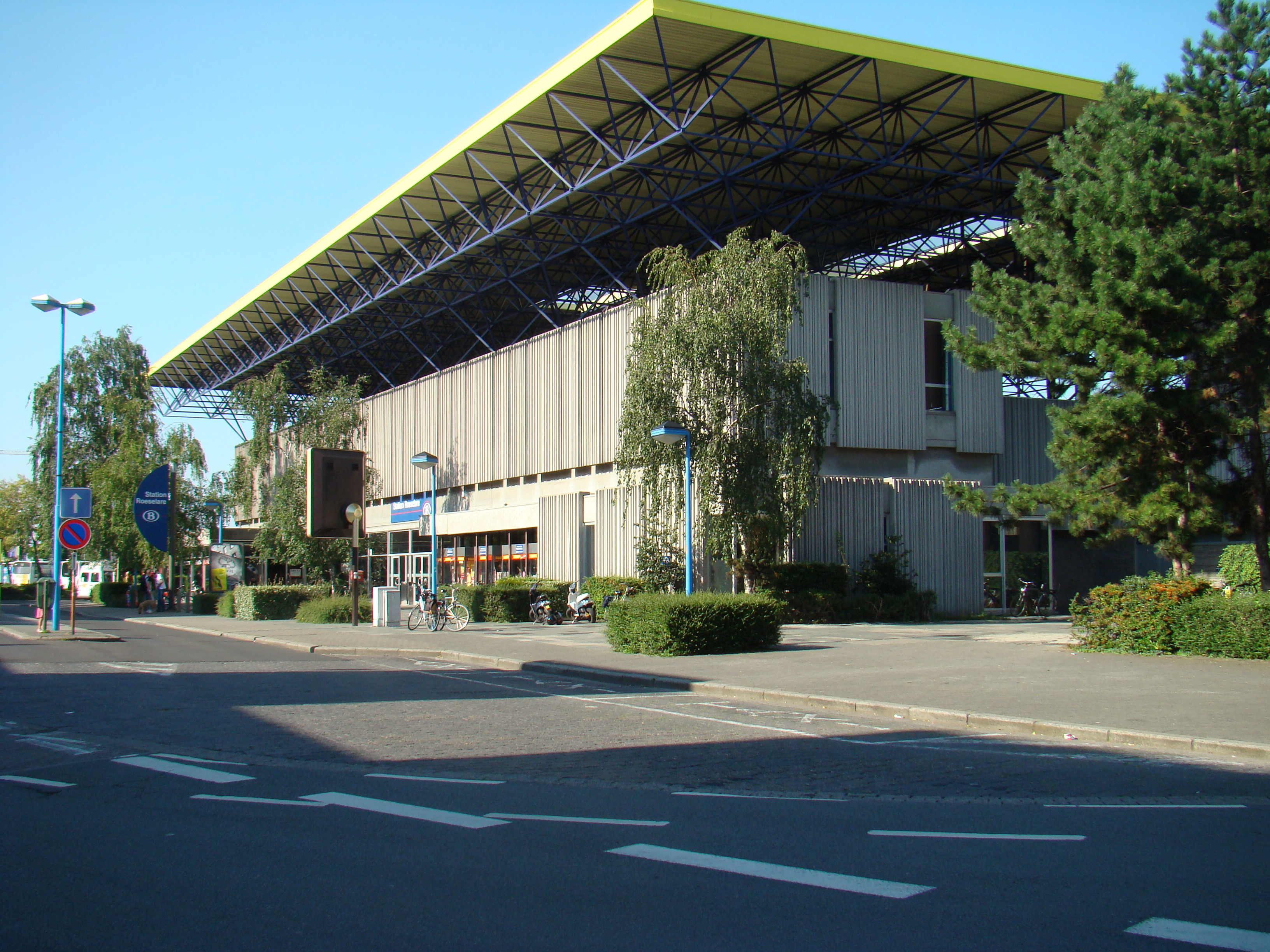
Voorkant van het station vóór de modernisering.

## Spoorlijn naar Gent
Het Neptunusplan suggereert een betere treinverbinding tussen Roeselare en Gent-Sint-Pieters. Mogelijk wordt daarvoor nabij Lichtervelde een verbindingsspoor tussen lijn 66 en lijn 73 aangelegd ('bocht van Gits'). 

## Treindienst
| Serie       | Treinsoort          | Route | Bijzonderheden                                                         |
| ----------- | ------------------- | --- | ---------------------------------------------------------------------- |
| IC 12       | Intercity (NMBS)    | [ Oostende – Brugge – Roeselare – ] Kortrijk – Gent-Sint-Pieters – Brussel-Zuid – Luik-Guillemins – Welkenraedt | Rijdt alleen op werkdagen. Eerste en laatste ritten van/naar Oostende. |
| IC 23       | Intercity (NMBS)    | Brussels Airport-Zaventem – Brussel-Zuid – Kortrijk – Roeselare – Brugge – Oostende                             | Stopt in het weekend bijkomend in Munkzwalm.                           |
| IC 32       | Intercity (NMBS)    | [ Oostende – ] Brugge – Lichtervelde – Roeselare – Kortrijk                                                     | Tijdens de spits van/naar Oostende.                                    |
| P 7990/8990 | Piekuurtrein (NMBS) | Brugge – Roeselare – Kortrijk                                                                                   | Rijdt alleen op werkdagen.                                             |

## Reizigerstellingen
De grafiek en tabel geven het gemiddeld aantal instappende reizigers weer op een week-, zater- en zondag.
| Tabel: aantal instappende reizigers station Roeselare | Tabel: aantal instappende reizigers station Roeselare | Tabel: aantal instappende reizigers station Roeselare | Tabel: aantal instappende reizigers station Roeselare |
|                                                       | Weekdag                                               | Zaterdag                                              | Zondag                                                |
| ----------------------------------------------------- | ----------------------------------------------------- | ----------------------------------------------------- | ----------------------------------------------------- |
| 1977                                                  | 2 189                                                 | 757                                                   | 903                                                   |
| 1978                                                  | 2 504                                                 | 647                                                   | 806                                                   |
| 1979                                                  | 2 762                                                 | 699                                                   | 1 157                                                 |
| 1980                                                  | 2 715                                                 | 763                                                   | 1 005                                                 |
| 1981                                                  | 3 042                                                 | 767                                                   | 1 089                                                 |
| 1982                                                  | 3 024                                                 | 755                                                   | 1 156                                                 |
| 1983                                                  | 3 663                                                 | 765                                                   | 1 261                                                 |
| 1984                                                  | 2 961                                                 | 749                                                   | 1 194                                                 |
| 1985                                                  | 2 552                                                 | 862                                                   | 1 067                                                 |
| 1986                                                  | 2 356                                                 | 745                                                   | 975                                                   |
| 1987                                                  | 3 042                                                 | 812                                                   | 1 100                                                 |
| 1988                                                  | 3 011                                                 | 805                                                   | 1 266                                                 |
| 1989                                                  | 2 392                                                 | 806                                                   | 1 237                                                 |
| 1990                                                  | 2 408                                                 | 876                                                   | 1 297                                                 |
| 1991                                                  | 2 543                                                 | 867                                                   | 1 429                                                 |
| 1992                                                  | 2 810                                                 | 828                                                   | 1 493                                                 |
| 1993                                                  | 2 777                                                 | 1 088                                                 | 1 497                                                 |
| 1994                                                  | 3 009                                                 | 770                                                   | 1 422                                                 |
| 1995                                                  | 2 893                                                 | 816                                                   | 1 081                                                 |
| 1996                                                  | 2 696                                                 | 933                                                   | 791                                                   |
| 1997                                                  | 2 686                                                 | 963                                                   | 1 334                                                 |
| 1998                                                  | 2 854                                                 | 965                                                   | 1 279                                                 |
| 1999                                                  | 2 680                                                 | 968                                                   | 1 390                                                 |
| 2000                                                  | 2 905                                                 | 1 018                                                 | 1 483                                                 |
| 2001                                                  | 2 364                                                 | 942                                                   | 1 561                                                 |
| 2002                                                  | 2 687                                                 | 1 020                                                 | 1 480                                                 |
| 2003                                                  | 2 737                                                 | 1 152                                                 | 1 444                                                 |
| 2004                                                  | 2 876                                                 | 1 286                                                 | 1 931                                                 |
| 2005                                                  | 3 157                                                 | 1 490                                                 | 1 844                                                 |
| 2006                                                  | 3 233                                                 | 1 318                                                 | 1 847                                                 |
| 2007                                                  | 3 782                                                 | 1 406                                                 | 2 092                                                 |
| 2008                                                  | -                                                     | -                                                     | -                                                     |
| 2009                                                  | 3 819                                                 | 1 313                                                 | 1 690                                                 |
| 2010                                                  | -                                                     | -                                                     | -                                                     |
| 2011                                                  | -                                                     | -                                                     | -                                                     |
| 2012                                                  | 3 688                                                 | 1 314                                                 | 1 785                                                 |
| 2013                                                  | 3 449                                                 | 1 345                                                 | 1 701                                                 |
| 2014                                                  | 3 331                                                 | 1 481                                                 | 2 044                                                 |
| 2015                                                  | 3 066                                                 | 1 151                                                 | 1 331                                                 |
| 2016                                                  | 2 684                                                 | 1 059                                                 | 1 176                                                 |
| 2017                                                  | 2 821                                                 | 1 536                                                 | 1 792                                                 |
| 2018                                                  | 2 720                                                 | 805                                                   | 1 026                                                 |
| 2019                                                  | 2 787                                                 | 882                                                   | 1 120                                                 |
| 2020                                                  | 1 990                                                 | 892                                                   | 853                                                   |
| 2021                                                  | -                                                     | -                                                     | -                                                     |
| 2022                                                  | 2 523                                                 | 852                                                   | 1 375                                                 |
| 2023                                                  | 2 846                                                 | 1 084                                                 | 1 091                                                 |
| 2024                                                  | 3 052                                                 | 1 402                                                 | 1 574                                                 |

0,0: Roeselare ·
5,9: Vierkavenhoek ·
10,0: Moorslede-Passendale ·
12,1: Kerselaar ·
13,8: Zonnebeke ·
17,8: Frezenberg ·
20,1: Kruiskalsijde ·
23,0: Ieper
0,0: Roeselare ·
2,6: Meiboom ·
4,8: Zilverberg ·
7,9: Beitem ·
12,6: Ledegem-Dadizele ·
14,7: Kezelberg ·
18,5: Menen-Bruggepoort ·
20,1: Menen
0: Brugge ·
3,2: Sint-Michiels ·
7,2: Loppem ·
10,8: Zedelgem ·
12,9: Veldegem ·
18,9: Torhout ·
23,7: Lichtervelde ·
27,1: Gits ·
29,7: Beveren (Roeselare) ·
32,4: Roeselare ·
34,8: Rumbeke ·
36,7: Kachtem ·
39,3: Izegem ·
42,4: Ingelmunster ·
45,6: Lendelede ·
47,2: Sint-Katerine ·
50,2: Heule ·
51,0: Heule-Leiaarde ·
54,5: Kortrijk